# Nanchong
Nanchong (kinesisk skrift: 南充; pinyin: Nánchōng) er en by på præfekturniveau i provinsen Sichuan i det vestlige Kina. Det ligger i omkring 340 meters højde, har et areal på 12.479 km2 og en befolkning på omkring 7.300.000 mennesker (2008).

## Historie
Nanchong lå i staten Bas område, før den i 314 f.Kr. blev erobret af det som skulle blive Qin-dynastiet . Qinstyret gjorde Langzhong til sin regionale administrationsby. I begyndelsen af Han-dynastiet blev byen Anhan etableret i Shunqing-distriktet. Anhan fik det nye navn Guozhou (frugtbyen) i 621 (under Tang-dynastiet), og derefter navnet Nanchong i 742.

## Administrative enheder
Bypræfekturet Nanchong har jurisdiktion over 3 distrikter (区 qū), et byamt (市 shì) og 5 amter (县 xiàn).
| Kort               | Kort      | Kort   | Kort          | Kort                   | Kort        | Kort      |
| ------------------ | --------- | ------ | ------------- | ---------------------- | ----------- | --------- |
| Kort over Nanchong |           |        |               |                        |             |           |
| #                  | Navn      | Hanzi  | Pinyin        | Befolkning (2004 est.) | Areal (km²) | Indb./km² |
| Distrikter         |           |        |               |                        |             |           |
| 1                  | Shunqing  | 顺庆区 | Shùnqìng Qū   | 620.000                | 545         | 1.138     |
| 2                  | Gaoping   | 高坪区 | Gāopíng Qū    | 570.000                | 812         | 702       |
| 3                  | Jialing   | 嘉陵区 | Jiālíng Qū    | 680.000                | 1.170       | 581       |
| Byamter            |           |        |               |                        |             |           |
| 4                  | Langzhong | 阆中市 | Lángzhōng Shì | 860.000                | 1.877       | 458       |
| Amter              |           |        |               |                        |             |           |
| 5                  | Nanbu     | 南部县 | Nánbù Xiàn    | 1.240.000              | 2.305       | 538       |
| 6                  | Yingshan  | 营山县 | Yíngshān Xiàn | 900.000                | 1.633       | 551       |
| 7                  | Peng'an   | 蓬安县 | Péng'ān Xiàn  | 680.000                | 1 334       | 510       |
| 8                  | Yilong    | 仪陇县 | Yílǒng Xiàn   | 1.060.000              | 1.695       | 625       |
| 9                  | Xichong   | 西充县 | Xīchōng Xiàn  | 640.000                | 1.108       | 578       |

## Trafik
Kinas rigsvej 212 løber gennem området. Den begynder i Lanzhou i Gansu og fører mod syd via Nanchong til Chongqing.
Kinas rigsvej 318, en af Folkerepublikken Kinas længste hovedveje, løber gennem området. Den begynder i Shanghai og fører blandt andet gennem Wuhan og Chengdu på sin vej ind i Tibet og Lhasa og helt frem til en kinesisk grænseovergang til Nepal i Zhangmu.
31°15′N 106°14′Ø / 31.250°N 106.233°Ø